# Aframomum exscapum
Aframomum exscapum är en enhjärtbladig växtart som först beskrevs av John Sims, och fick sitt nu gällande namn av Frank Nigel Hepper. Aframomum exscapum ingår i släktet Aframomum och familjen Zingiberaceae. Inga underarter finns listade i Catalogue of Life.